# Máscara de La Roche-Cotard

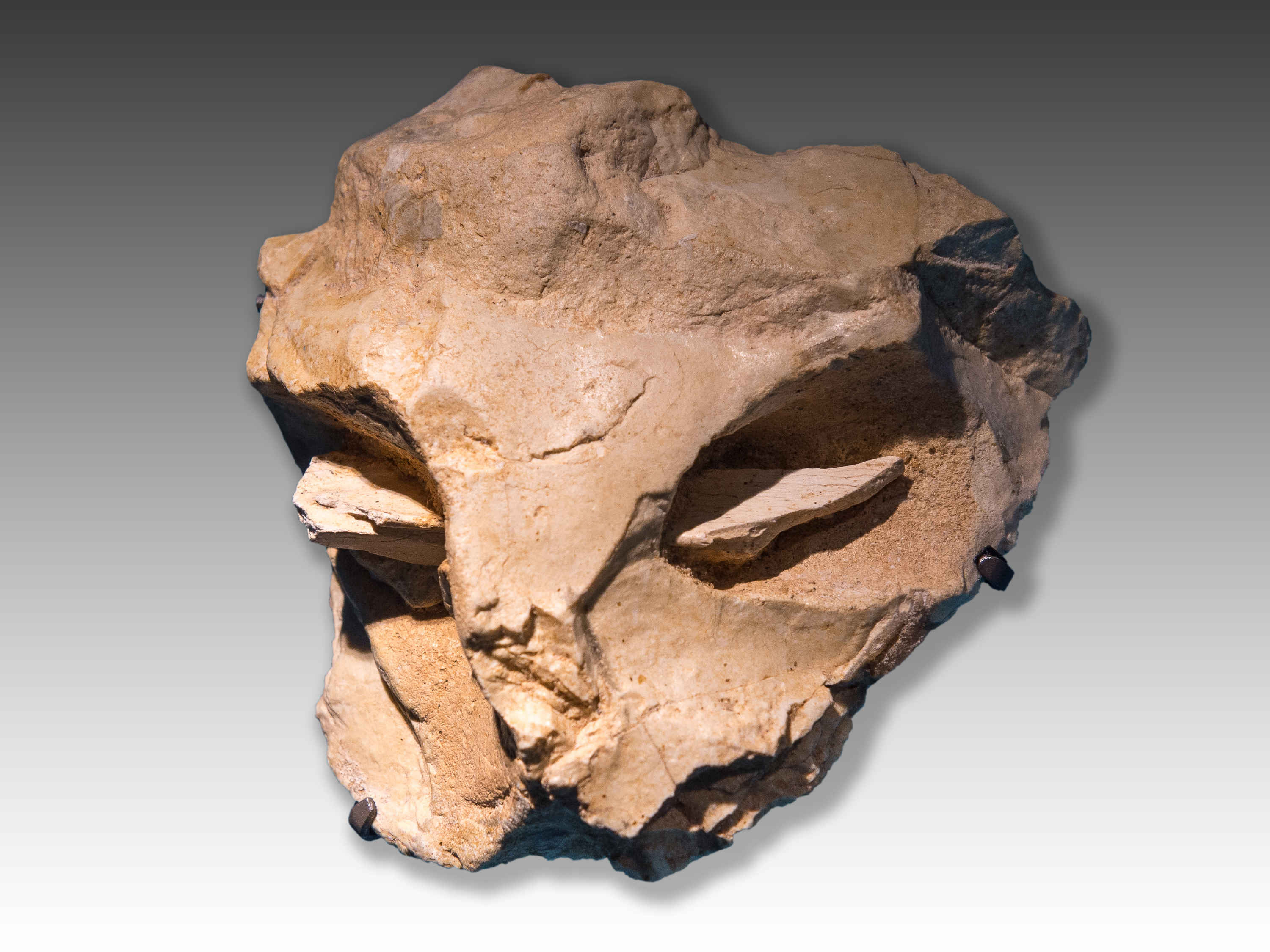
Máscara de La Roche-Cotard.

La máscara de La Roche-Cotard es un artefacto del período musteriense descrito como "protofigurilla", es decir, un precursor del arte del Paleolítico Superior. El objeto fue recuperado en la zona del yacimiento La Roche-Cotard II, fue descrito científicamente por primera vez en enero de 2000  y se atribuye a los neandertales debido a su edad.  El sitio está ubicado en una colina en el Valle del Loira en la comuna de Langeais (departamento de Indre-et-Loire) en Francia. Fue descubierto a finales del siglo XIX durante la construcción de una línea férrea y su estudio se inició a principios del siglo XX. Los artefactos hallados son todos del periodo musteriense, la cultura neandertal. El río Loira entonces pasaba más cerca de la ladera, cuando el curso fluvial cambió, los sedimentos se acumularon cerrando las entradas de las cuevas, ya antes de la llegada de los primeros hombres modernos.
La "máscara" consta de una pieza plana y triangular de sílex de unos 10 cm de diámetro y un peso de poco menos de 300 gramos, que tiene una cavidad que probablemente se formó de forma natural. Allí se insertó un trozo de hueso de 7,5 cm de largo y se inclinó. La imagen resultante sugiere los ojos de un ser humano ¿o animal?. La piedra fue a continuación retocada ligeramente para aumentar su parecido con la parte superior de una cara. Este hallazgo, como otros contemporáneos, confirma que los neandertales ya poseían habilidades artísticas y pensamiento simbólico equivalentes a los del Homo sapiens.
La máscara fue datada inicialmente mediante radiocarbono hace unos 32.000 años (30 000 a. C.), pero en 2016, la datación mediante termoluminiscencia reveló una edad mucho mayor, hacia 75 000 a. C. es decir, en el Paleolítico Medio.  Confirma que los neandertales fueron los fabricantes de la máscara, ya que Europa sólo estuvo poblada por humanos anatómicamente modernos (Homo sapiens) desde hace unos 45.000 años.
El yacimiento de La Roche-Cotard II fue descubierto en la segunda mitad de los años 1970, al pie de una pared rocosa no lejos de la cueva de La Roche-Cotard I, abierta durante unas excavaciones para extraer piedra en 1846. El paleolítico musteriense, la cultura neandertal, fue descrito en 1913. 
En la cueva se hallaron en 2023 los grabados neandertales más antiguos hasta entonces conocidos, datados en más de 57 000 años (55 000 a. C. aprox.).